# Gai Anici
Gai Anici (llatí: Gaius Anicius) va ser un magistrat romà del segle i, senador i amic de Ciceró, el qual tenia una vil·la prop de la d'Anici. Pertanyia a la gens Anícia. Ciceró li va donar una carta de recomanació l'any 44 aC dirigida Quint Cornifici a Àfrica, quan Anici hi va anar amb el càrrec de llegat exterior.